# Wzgórze Księżniczki Gertrudy
Wzgórze Księżniczki Gertrudy – pagórek na południowo-zachodnim krańcu Pojezierza Kaszubskiego, położony w woj. pomorskim, w powiecie kościerskim, w centrum miasta Kościerzyna.
Na Wzgórzu Księżniczki Gertrudy znajduje się siedziba Urzędu Miasta Kościerzyna.
Nazwa Wzgórze Księżniczki Gertrudy została ustalona urzędowo w 2012 r.